# Ischnomera viator
Ischnomera viator es una especie de coleóptero de la familia Oedemeridae.

## Distribución geográfica
Habita en Panyab (Pakistán).